# (8085) 1989 CD8
A (8085) 1989 CD8 a Naprendszer kisbolygóövében található aszteroida. Henri Debehogne fedezte fel 1989. február 7-én.